# Jacal

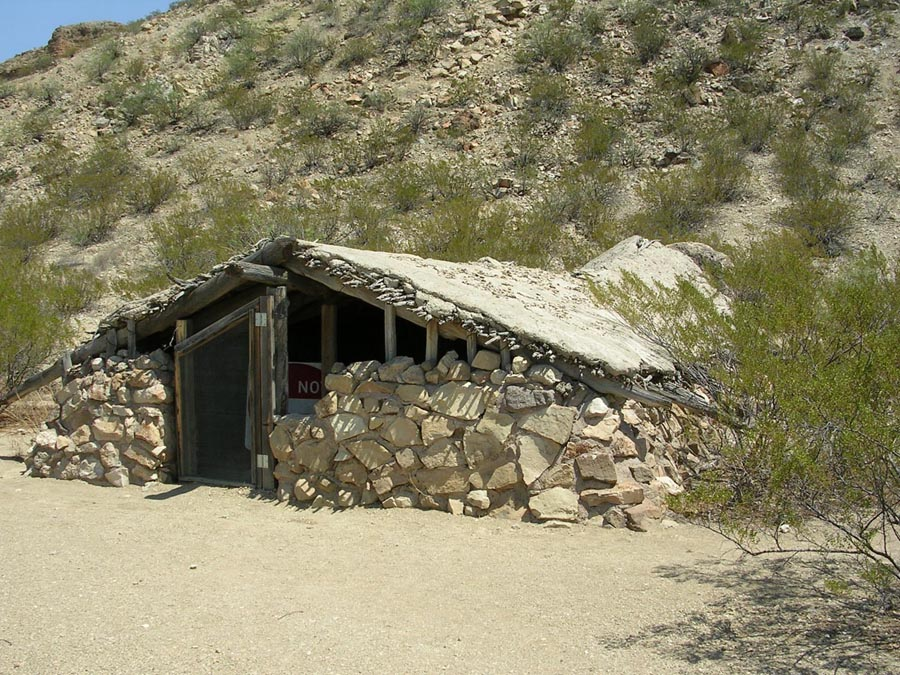
Luna Jacal dans le parc national de Big Bend.

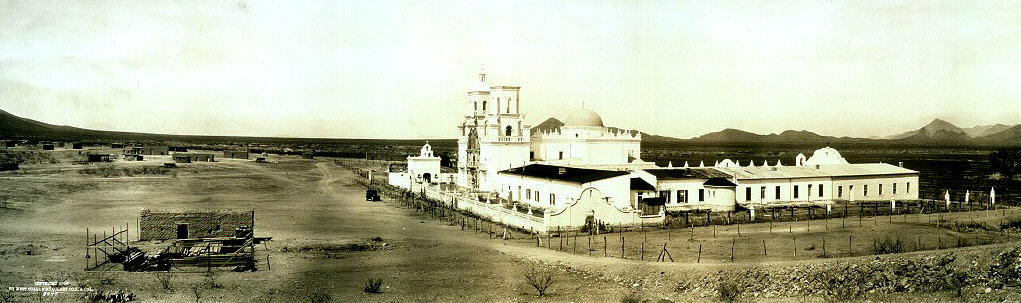
San Xavier del Bac, dans le sud de l'Arizona, en 1913. jacals Tohono O'odham peut être vu devant la mission, dont beaucoup sont encore utilisés aujourd'hui.

Le jacal (həˈkɑːl; espagnol mexicain de Nahuatl xacalli contraction de xamitl calli ; littéralement «hutte») est une structure de logement de type adobe historiquement trouvée dans certaines parties du sud-ouest des États-Unis et du Mexique. Ce type de structure a été utilisé par certains peuples autochtones des Amériques avant la colonisation européenne et a ensuite été utilisé par les colons hispaniques et blancs au Texas et ailleurs.
En règle générale, un jacal se composait de minces poteaux serrés attachés ensemble et remplis de boue, d'argile et d'herbes. Des structures plus sophistiquées, comme celles construites par les Anasazi, incorporaient des briques d'adobe-de boue et de grès cuites au soleil.
La construction Jacal est similaire au torchis. Cependant, la partie clayonnage des structures jacal se compose principalement de poteaux verticaux attachés ensemble avec des cordages et parfois soutenus par une armature de poteau, comme dans les maisons-puits de la période Basketmaker III (en)  de l'Ancestral Puebloan (Anasazi) Indiens du sud-ouest américain. Celui-ci est recouvert d'une couche de boue/adobe (le torchis), parfois appliquée sur une couche intermédiaire d'herbes sèches ou de broussailles (brush) qui sert d'isolant.

## Voir également
- Luna Jacal dans le parc national de Big Bend